# Kunene (regio)
De Kunene is een bestuurlijke regio in Namibië. In het noorden grenst de regio aan Angola. De rivier de Kunene vormt de grens tussen deze Namibische regio en Angola.
De Kunene wordt bewoond door met name Himba's en Herero's in het noorden en door Damara's in het zuiden.

## Plaatsen

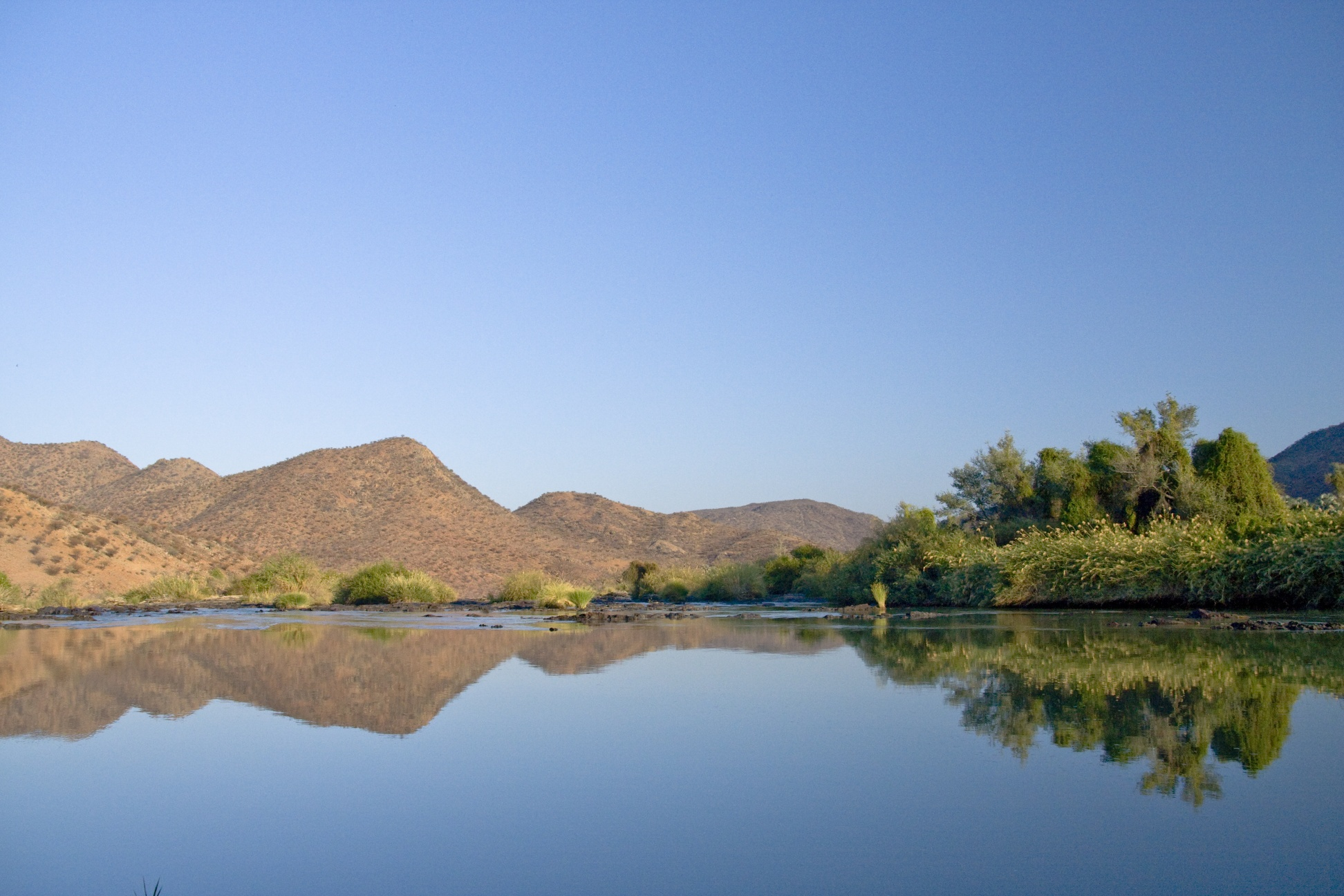
Kunene-rivier

- Kamanjab, village
- Khorixas, town, 76 km²
- Opuwo, town, 10 km²
- Outjo, municipality, 105 km²

Zambezi · Erongo · Hardap · ǁKaras · Kavango Oost · Kavango West · Khomas · Kunene · Ohangwena · Omaheke · Omusati · Oshana · Oshikoto · Otjozondjupa